# Oligota masculina
Oligota masculina – gatunek chrząszczy z rodziny kusakowatych i podrodziny Aleocharinae.
Gatunek ten opisany został w 1945 roku przez Malcolma Camerona jako Paroligota masculina. Do rodzaju Oligota przeniesiony został w 1976 roku przez S.A. Williamsa.
Chrząszcz o ciele długości 1,2 mm i szerokości 0,6 mm, ubarwionym rudobrązowo z rudożółtymi odnóżami. Głaszczki szczękowe są dwubarwne: przedostatni człon jest rudobrązowy, a pozostałe żółte. Czułki samicy są całe żółte, natomiast u samca drugi i trzeci z ich członów są błyszcząco czarne. Punktowanie przedplecza prawie nie występuje, zaś na pokrywach jest śladowe. Odwłok ma na całej długości zaokrąglone boki. Powierzchnię tergitów zdobią drobne guzki, a tych od czwartego do szóstego także krótkie żeberka. Piąty tergit jest mniej więcej tak długi jak szósty.
Owad endemiczny dla Nowej Zelandii.